# Stanisław Grekowicz
Stanisław Grekowicz (ur. 8 lutego 1892 w Warszawie, zm. 9 grudnia 1965 tamże) – żołnierz Legionów Polskich, uczestnik wojny polsko-bolszewickiej, żołnierz Armii Krajowej podczas II wojny światowej, nauczyciel.

## Życiorys
Urodził się 8 lutego 1892 roku w Warszawie w rodzinie drobnych ziemian. Po zdaniu matury rozpoczął studia na Uniwersytecie Jagiellońskim w Krakowie, a później specjalizację w rolnictwie tropikalnym w Paryżu.
W 1914 roku porzucił dalszą edukację i wstąpił do Legionów Polskich. Dołączył do oddziału Byliny, brał udział w bitwach w Karpatach oraz w szarży pod Rokitną. Z atakujących w szarży 64 ułanów znalazł się wśród zaledwie sześciu, którzy powrócili z bitwy. W walkach z Rosją uczestniczył jako kapral, a następnie podporucznik i porucznik II Pułku Ułanów. Jako żołnierz IX Pułku Ułanów Małopolskich brał udział w wojnie polsko-bolszewickiej w kampanii na Małopolsce oraz na Wołyniu. Początkowo walczył jako porucznik szwadronu rotmistrza Borkowskiego, a po śmierci rotmistrza został jego następcą i dowodził szwadronem. Za zasługi podczas wojen został uhonorowany Krzyżem Virtuti Militari i Krzyżem Walecznych.
W okresie międzywojennym mieszkał na Wołyniu, później we wsi Hruszwica. W 1920 roku ożenił się z Wandą Kadłubiską. W 1939 roku wraz z rodziną przeniósł się do centralnej Polski, w okolice Kurowa, chcąc uniknąć aresztowania przez NKWD. W czasie II wojny światowej dołączył do żołnierzy Armii Krajowej. W 1944 roku został internowany i zesłany do obozu w głąb ZSRR – początkowo przebywał w obozie w Riazaniu, następnie w Griazowcu.
Po powrocie z zesłania, w 1948 roku podjął pracę jako właściciel gospodarstwa i nauczyciel w szkole rolniczo-pszczelarskiej w Pszczelej Woli, gdzie cieszył się dużą sympatią wśród uczniów ze względu na swój charakter, poczucie humoru i wiedzę o świecie. Interesował się literaturą, był miłośnikiem Sienkiewicza, posługiwał się kilkoma językami. W 1951 roku został jednak zwolniony z pracy przez władze komunistyczne ze względu na ziemiańskie pochodzenie oraz poglądy. Resztę życia spędził w Warszawie. Zdiagnozowano u niego chorobę Parkinsona. Zmarł 9 grudnia 1965 roku. Jego grób znajduje się na nowym cmentarzu na Służewie przy ul. Wałbrzyskiej w Warszawie.

## Odznaczenia
- Krzyż Srebrny Orderu Wojskowego Virtuti Militari nr 3696[5]
- Krzyż Walecznych